# Spanish Town (Britse Maagdeneilanden)
Spanish Town is de hoofdplaats van het eiland Virgin Gorda in de Britse Maagdeneilanden. Het bevindt zich op het zuidelijk gedeelte van het eiland.

## Overzicht
De naam suggeert dat de plaats door de Spanjaarden is gesticht, en er bevinden zich ruïnes van een Spaans fort ten zuiden van de plaats, maar van de oudste geschiedenis is niets bekend. In 1631 werd op Virgin Gorda een Nederlandse handelspost van de West-Indische Compagnie gevestigd bij het huidige dorpje Little Dix, maar in 1672 werd het eiland veroverd door het Verenigd Koninkrijk.
In 1680 werd de Maagdeneilanden verdeeld in de Britse Maagdeneilanden en Deens-West-Indië, en werd Spanish Town aangewezen als de hoofdplaats van de Britse Maagdeneilanden. In 1741 werd Road Town op het eiland Tortola de hoofdplaats.
Spanish Town bevindt zich op het enige vlakke gedeelte van Virgin Gorda. Er werden suikerriet- en katoenplantages gesticht op het eiland en slaven uit Afrika geïmporteerd. In 1834 werd de slavernij afgeschaft en uiteindelijk werden alle plantages gesloten. De meeste plantagehouders en voormalige slaven vertrokken van het eiland. Door mijnwerkers uit Cornwall werd een kopermijn gesticht, maar deze sloot in 1862. De economie van Spanish Town was gebaseerd op zelfvoorzieningslandbouw en visserij, en het was een klein dorpje.
In 1964 werd door Laurance Rockefeller een hotel gebouwd in Spanish Town en de plaats ontwikkelde zich tot een toeristisch centrum. De plaats heeft een jachthaven, winkels en cafés. Ten zuidwesten van Spanish Town bevindt zich The Baths, een verzameling granieten rotsblokken die zijn ontstaan door de afkoeling van magma.

## Transport
In de haven van Spanish Town vertrekken veerboten naar de eilanden Tortola, Anegada en Saint Thomas op de Amerikaanse Maagdeneilanden. Bij Spanish Town bevindt zich het kleine vliegveld Taddy Bay International Airport met vluchten naar Caraïbische eilanden waaronder Sint Maarten.

## Galerij

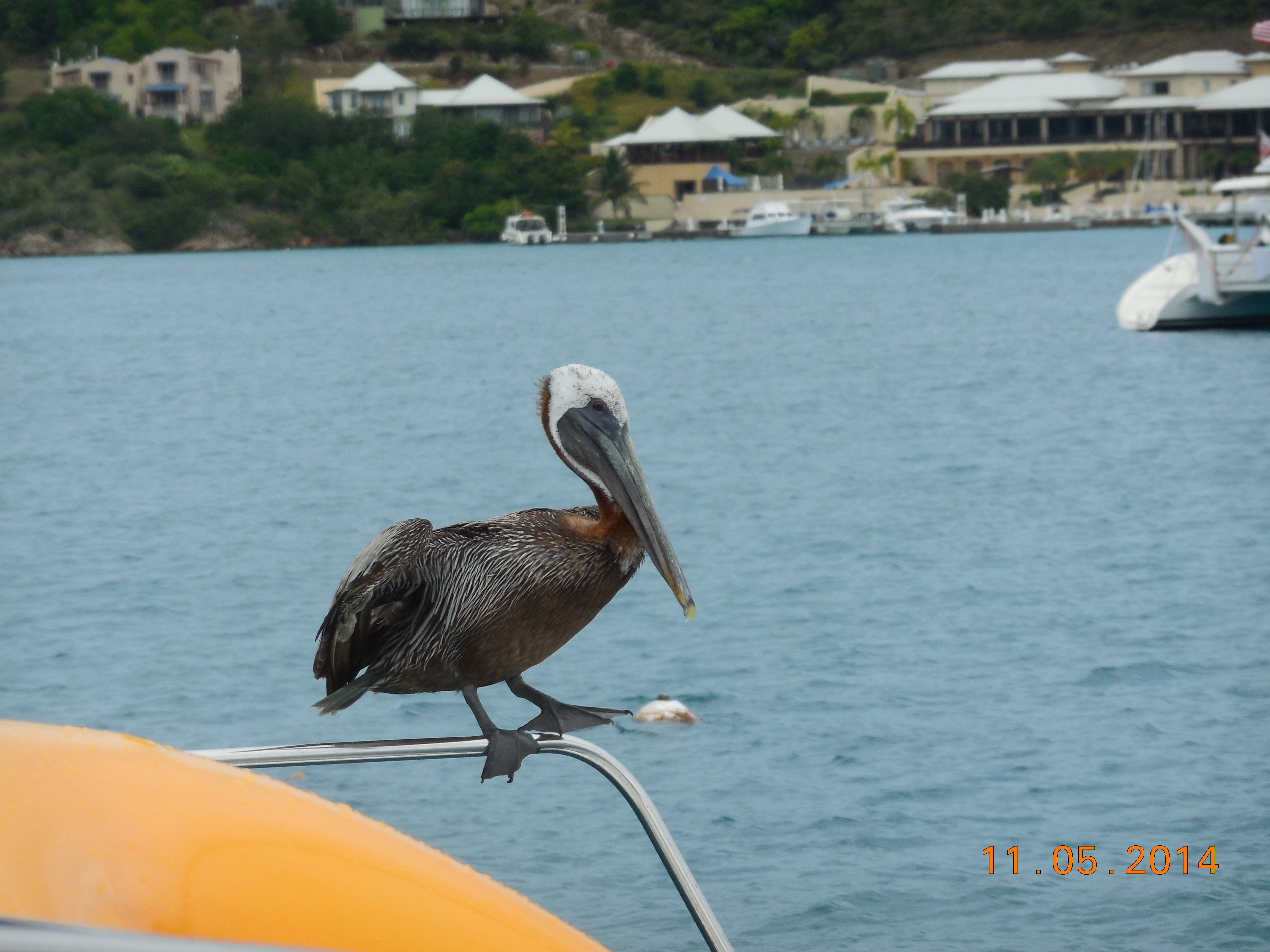
Pelikaan met Spanish Town in de achtergrond
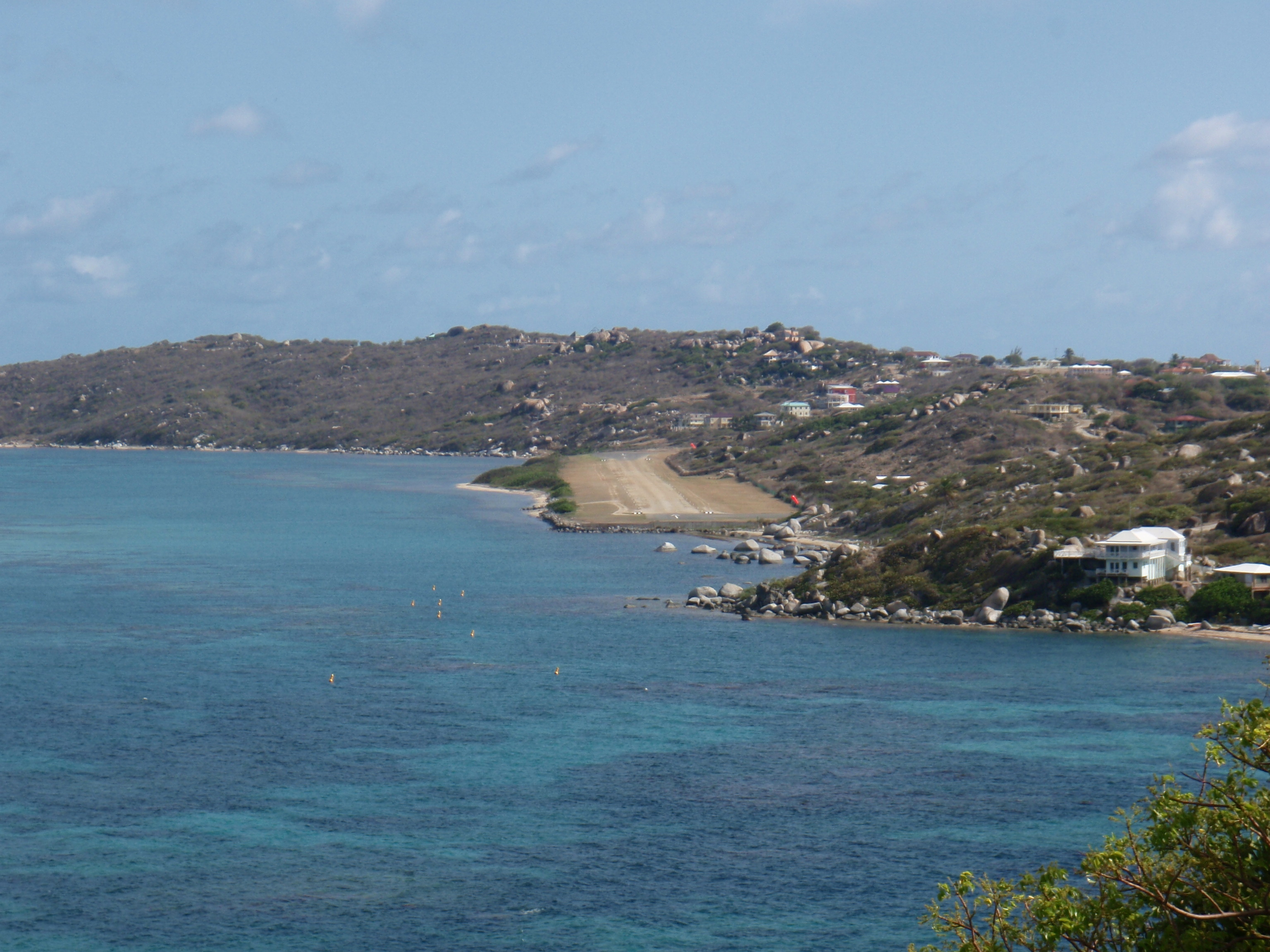
Taddy Bay International Airport
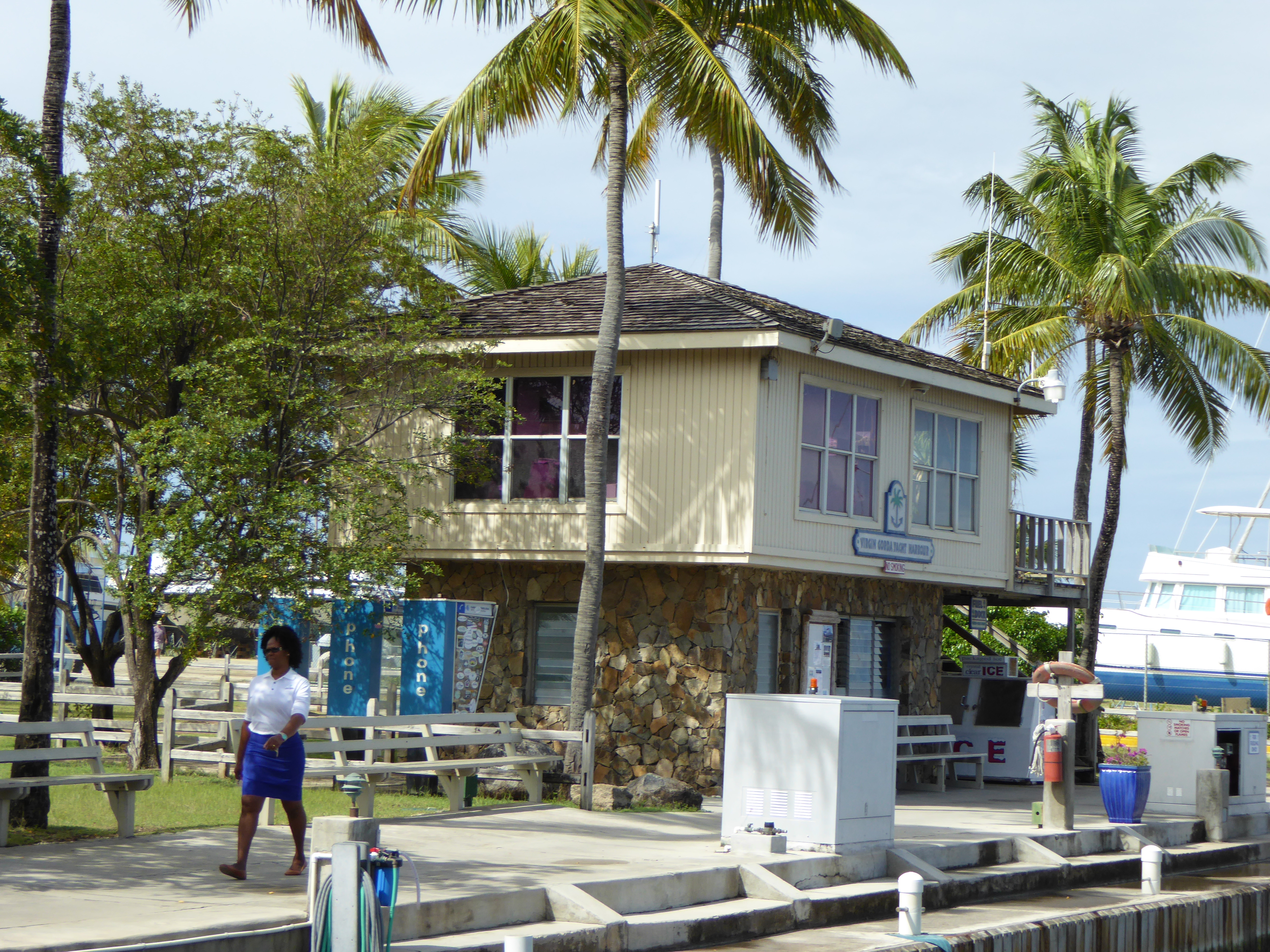
Jachthaven van Spanish Town

- Library of Congress Control Number: n97063050
- Nationale Bibliotheek van Israël: 987007542883505171
- Virtual International Authority File: 136215439